# 大分県高等学校の廃校一覧
大分県高等学校の廃校一覧（おおいたけんこうとうがっこうのはいこういちらん）とは、大分県の廃校となった高等学校の一覧である。
- 学制改革（1948年）以降に廃校となった高等学校及び分校を対象とする。
- 名称は廃校当時のも09
- 廃校時に属していた自治体が合併により消滅している場合は、現行の自治体に含める。
- 現在休校中の学校は、公式には存続しているが、事実上廃校となっている場合が多いため、便宜上本項に記載する。

## 公立高等学校

### 大分市
- 大分県立佐賀関高等学校（2007年）
- 大分県立碩信高等学校｛通信制｝（2010年大分中央高および別府市の別府鶴見丘高定時制と統合し、大分県立爽風館高等学校へ）[1]
- 大分県立大分中央高等学校｛定時制｝（2010年碩信高及び別府市の別府鶴見丘高定時制と統合し、爽風館高となり[1]、2013年完全移行）

### 別府市
- 大分県立別府青山高等学校（2015年大分県立別府翔青高等学校開校に伴い2017年閉校）[2]
- 大分県立別府羽室台高等学校[3]（同上）[2]
- 別府市立別府商業高等学校[4]（同上）[2]

### 中津市
- 大分県立耶馬渓高等学校（2007年大分県立中津南高等学校と統合し分校の大分県立中津南高等学校耶馬渓校へ）[5]
- 大分県立中津商業高等学校（2009年中津工業高と統合し大分県立中津東高等学校となり[6]、2011年完全移行）
- 大分県立中津工業高等学校（2009年中津商業高と統合し中津東高となり[6]、2011年完全移行）

### 佐伯市
- 大分県立蒲江高等学校（2002年）[注釈 1]
- 大分県立佐伯鶴城高等学校宇目分校（2002年）[7]
- 大分県立佐伯豊南高等学校〈旧〉（2014年佐伯鶴岡高と統合し大分県立佐伯豊南高等学校〈新〉となり[8]、2016年完全移行）
- 大分県立佐伯鶴岡高等学校（2014年佐伯豊南高〈旧〉と統合し佐伯豊南高〈新〉となり[8]、2016年完全移行）

### 臼杵市
- 大分県立臼杵商業高等学校（2012年海洋科学高〈初代〉および津久見市の津久見高〈旧〉と統合し大分県立津久見高等学校〈新〉となり[9]、2014年完全移行）
- 大分県立海洋科学高等学校〈初代〉（2012年臼杵商業高および津久見市の津久見高〈旧〉と統合し分校の大分県立津久見高等学校海洋科学校となるも、2017年再独立）[9]
- 大分県立野津高等学校（2014年）[10]

### 津久見市
- 大分県立津久見高等学校〈旧〉（2012臼杵市の臼杵商業高および海洋科学高〈初代〉と統合し津久見高〈新〉となり[9]、2014年完全移行）

### 竹田市
- 大分県立竹田高等学校長湯分校（1962年竹田高久住分校[11]〈現：大分県立久住高原農業高等学校〉へ統合）[注釈 2]
- 大分県立竹田商業高等学校（2006年三重高・三重農業高・緒方工業高〈いずれも豊後大野市〉と統合し大分県立三重総合高等学校となり[12]、2008年完全移行）

### 宇佐市
- 大分県立長洲高等学校（2003年）
- 大分県立宇佐高等学校〈旧〉（2007年四日市高と統合し大分県立宇佐高等学校〈新〉へ）[13]
- 大分県立四日市高等学校（2007年宇佐高〈旧〉と統合し宇佐高〈新〉へ）[13]

### 杵築市
- 大分県立高田高等学校田原分校（2002年）
- 大分県立山香農業高等学校（2013年速見郡日出町の日出暘谷高と統合し大分県立日出総合高等学校となり[14]、2015年完全移行）

### 豊後大野市
- 大分県立豊西高等学校｛定時制｝（1963年）
- 大分県立大野高等学校（2002年）[15][注釈 3]
- 大分県立三重高等学校（2006年三重農高・緒方工業高および竹田市の竹田商業高と統合し三重総合高となり[12]、2008年完全移行）
- 大分県立三重農業高等学校（2006年三重高・緒方工業高および竹田市の竹田商業高と統合し三重総合高となり[12]、2008年完全移行）
- 大分県立緒方工業高等学校（2006年三重高・三重農業高および竹田市の竹田商業高と統合し三重総合高となり[12]、2008年完全移行）

### 国東市
- 大分県立安岐高等学校（2003年）
- 大分県立国東高等学校〈旧〉（2008年統合により大分県立国東高等学校〈新〉へ）[16]
- 大分県立国東農工高等学校（同上）[16]
- 大分県立双国高等学校（2008年国東高、国東農工高と統合し統合校の分校の国東高双国校へ）[17]
- 大分県立国東高等学校双国校（2022年）[18]

### 速見郡
- 大分県立日出暘谷高等学校（2013年杵築市の山香農業高と統合し日出総合高となり[14]、2015年完全移行）

### 玖珠郡
- 大分県立玖珠農業高等学校（2015年森高と統合し大分県立玖珠美山高等学校へ）[19]
- 大分県立森高等学校（2015年玖珠農業高と統合し玖珠美山高へ）[19]

## 私立高等学校

### 中津市
- 浅沼学園中津高等学校